# Bitch 2.0
Bitch 2.0 è un singolo della rapper italiana Chadia Rodríguez, pubblicato il 24 luglio 2018 come terzo estratto dall'EP di debutto Avere 20 anni.

## Video musicale
Il videoclip ufficiale della canzone è stato pubblicato in concomitanza con l’uscita del singolo.

## Tracce
1. Bitch 2.0 – 4:03